# Саліх
Саліх (араб. صالح‎‎, латиніз. благочестивий) — пророк (набі), що був посланий Аллахом до народу Самуд (північ Хіджазу).

## Історія Саліха вКорані
Саліх закликав свій народ поклонятися лише Аллахові; себе він оголосив його посланцем. Незначна частина самудян повірила йому, та більшість, очолювана верхівкою з дев’яти чоловік, вважала його просто чаклуном. Вони вступили у змову, щоб вночі вбити його. Як знак Аллах послав їм верблюдицю, якій не можна було чинити зло. Вона повинна була вільно пастися, а самудяни її поїти. Однак, вони не погодились на це — найзліший серед них перерізав верблюдиці жили, потім інші її закололи. Саліх попередив їх про майбутню кару, що прийде за три дні. Кара прийшла у вигляді блискавки і «волання», від яких усі самудяни загинули у своїх помешканнях. Врятувалися лише Саліх і ті, що повірили йому.

Оповіді про Саліха зазвичай у Корані поєднані з оповідями про народи, що не повірили своїм пророкам — Нуху, Худу, Луту, Шуайбу та ін. Всі вони були покликані застерегти мекканців, що не вірили Мухаммеду.

## Саліх в післякоранічній літературі
В післякоранічній літературі з’являється багато нових деталей — імена головних самудян, опис того, як вагітна верблюдиця вийшла з мертвої скелі. Однак лише деякі деталі можна вважати такими, що беруть свій початок у докоранічному аравійському переданні. 
За одними переданнями Саліх, разом з тими, що увірували оселився у Сирії, за іншими — у Мецці. 